# 腺苞蒲儿根
腺苞蒲儿根（学名：Sinosenecio globigerus var. adenophyllus）为菊科蒲儿根属下的一个变种。

## 扩展阅读
- 維基物種上的相關：腺苞蒲儿根